# Hypanthidium costaricense
Hypanthidium costaricense är en biart som först beskrevs av Heinrich Friese 1917.  Hypanthidium costaricense ingår i släktet Hypanthidium och familjen buksamlarbin. Inga underarter finns listade i Catalogue of Life.